# Johan Petter Norrlin

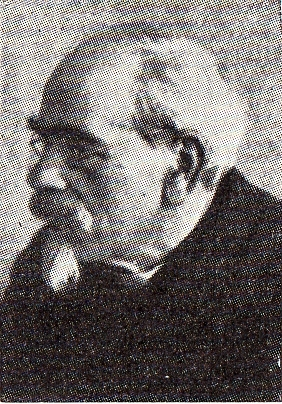
Johan Petter Norrlin.

Johan Petter Norrlin, född 6 september 1842 i Hollola, södra Tavastland, död 7 januari 1917 i Helsingfors, var en finländsk botaniker. 
Norrlin blev student i Helsingfors 1862, genomgick Evois skogsinstitut vid Lampis 1864–1866, blev 1867 amanuens vid Helsingfors universitets botaniska trädgård och museum, 1871 docent i botanik, 1879 filosofie doktor samt var extra ordinarie professor i botanik 1879–1903. 
Norrlin var främst verksam som lavsamlare, växtgeograf och Hieracium-forskare. Under resor i olika delar av Finland och Lappland upptäckte han en stor mängd intressanta eller för vetenskapen nya lavarter, som beskrevs av hans lärare och mästare, William Nylander. Tillsammans med denne utgav han exsickatverket Herbarium lichenum Fenniæ (1875–1882). 
Som växtgeograf arbetade Norrlin i anslutning till Hampus von Post på utbildningen av växttopografin. Han insåg, att växtförteckningar, sådana de av ålder brukats, inte var nog för att i botaniskt avseende karakterisera ett område, så att det med andra kunde jämföras, utan att därtill fordrades skildringar såväl av traktens allmänna konfiguration som av växtligheten på de enskilda ståndorterna. Sådana skildringar lämnade han i Bidrag till sydöstra Tavastlands flora (1870) och Flora Kareliæ onegensis (1871–72), huvudsakligen ägnat åt frågan om Finlands naturhistoriska gräns i öster och framhållande, att det skandinaviska floraområdet, till vilket Finland hör, sträcker sig ända till Onega och Vita havet, en åsikt, som de geologiska undersökningarna senare bekräftade. 
Norrlin bidrog i hög grad till utredandet av den finländska floran och vegetationen samt inlade betydande förtjänst om Sällskapet för Finlands geografi, till vars stiftare han hörde. Över de finländska formerna av Hieracium-släktet, vars oanade mångformighet han avslöjade (ensamt inom Finland urskiljas därav numera ungefär 600 arter, en hel del av dem ej anträffade utom landets gränser), publicerade han flera högt skattade skrifter, till, vilka ansluter sig exsickatverken Herbarium Pilosellarum Fenniæ (1884–94) och Hieracia exsiccata (1888–1912). Han kallades 1912 till hedersledamot av Societas pro fauna et flora fennica.